# Sławianówko
Sławianówko – osada krajeńska w Polsce położona w województwie wielkopolskim, w powiecie złotowskim, w gminie Złotów, nad północnym brzegiem jeziora Słowianowskiego Wielkiego.
W latach 1975–1998 miejscowość administracyjnie należała do województwa pilskiego. Miejscowość wchodzi w skład sołectwa Skic.